# Анхель Гальярдо (станция метро)
«Анхель Гальярдо» (исп. Ángel Gallardo) —  станция Линии B метрополитена Буэнос-Айреса. Станция расположена между станциями «Медрано» и «Малабия/Освальдо Пульезе». Станция расположена под улицей Авенида Корриентес на её пересечении с улицей Авенида Анхель Гальярдо на границе районов Альмагро и Вилья-Креспо. Станция была открыта 17 октября 1930 года на первом участке линии B, открытом между станциями между Федерико Лакросе и Кальяо. Первоначально станция называлась «Рио-де-Жанейро», а позднее станция была переименована в честь Анхеля Гальярдо (1867—1937), естествоиспытателя и бывшего министра иностранных дел Аргентины.

## Декорации
Станция имеет три фрески созданные в 1991 году. Марсия Шварц, создала диптих, состоящий из двух фресок: на южной платформе расположено изображение обнаженной женщины купающейся в реке, а на северной платформе изображена путешествующая пожилая пара. По мнению автора, целью этих работ было «дать бедным миг утешения». Третья фреска — «Цветы моей страны» Маргариты Пакса. Платформы были полностью оформлены в 2014 году, темой стала «коренные народы»..

## Достопримечательности
В непосредственной близости от станции находятся следующие достопримечательности:
- Парк Сентенарио
  - Муниципальный госпиталь Онкология, Мария Склодовская-Кюри
  - Аргентинский музей естественных наук Бернардино Ривадавия
  - Библиотека de Carlitos
  - Instituto Leloir
    - Biblioteca Dr. Carlos Cardini
- Памятник Анхелю Гальярдо
- Национальный университет искусства Университет Буэнос-Айреса
- Hospital Naval Pedro Mallo.
- Церковь Иисуса Sacramentado
- Институт Зоонозы, Луи Пастера
- Общая начальная школа Коммуны Nº 17 Президент Хосе Эваристо де Урибуру
- Общая начальная школа Коммуны N° 07 Del Centenario
- Общая начальная школа Коммуны N° 03 Мануэль Сола
- Национальный университет искусства (Sede Yatay)
- Магазин-музей Gyula Kosice

## Галерея

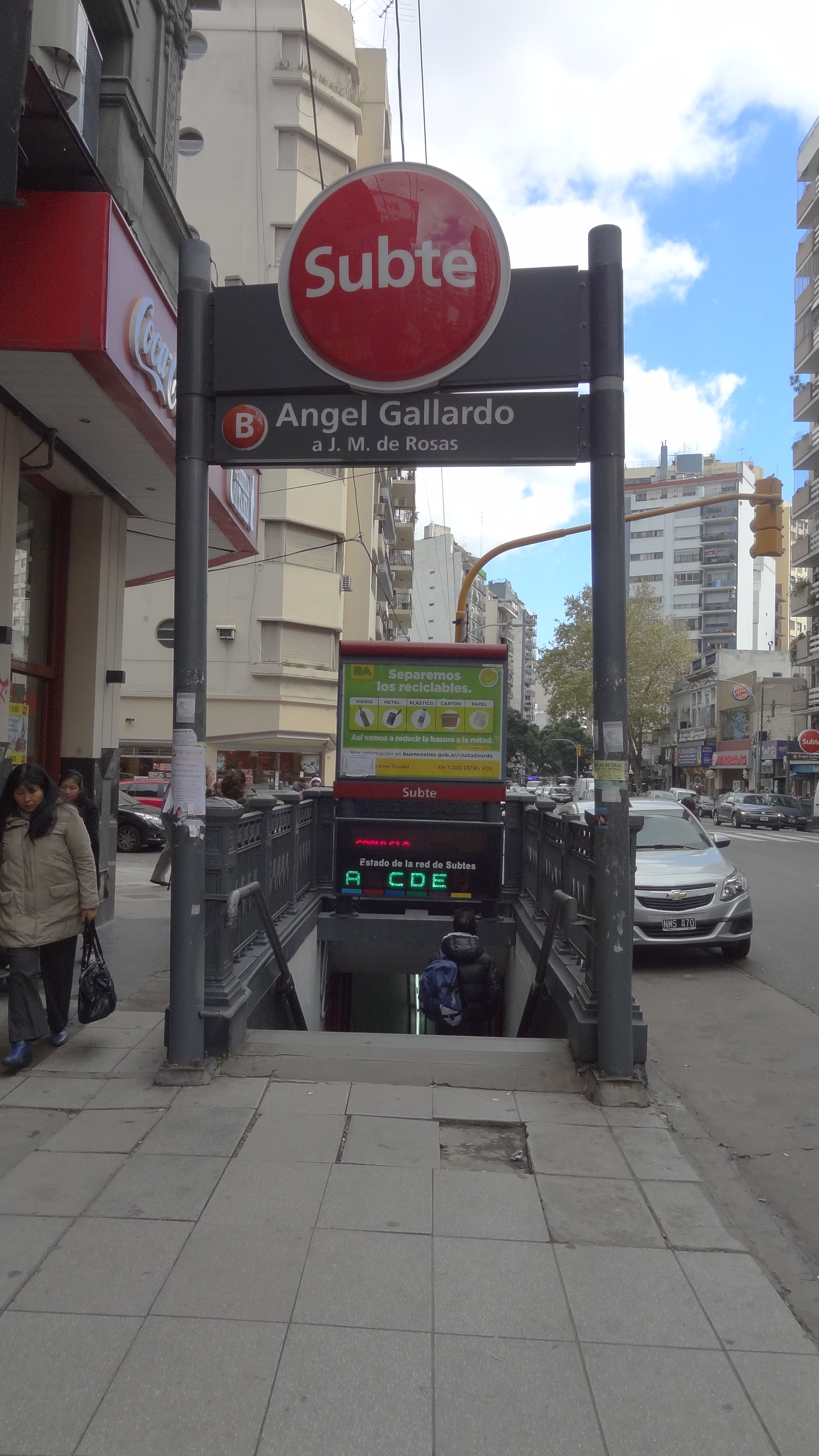
Вход с улицы.
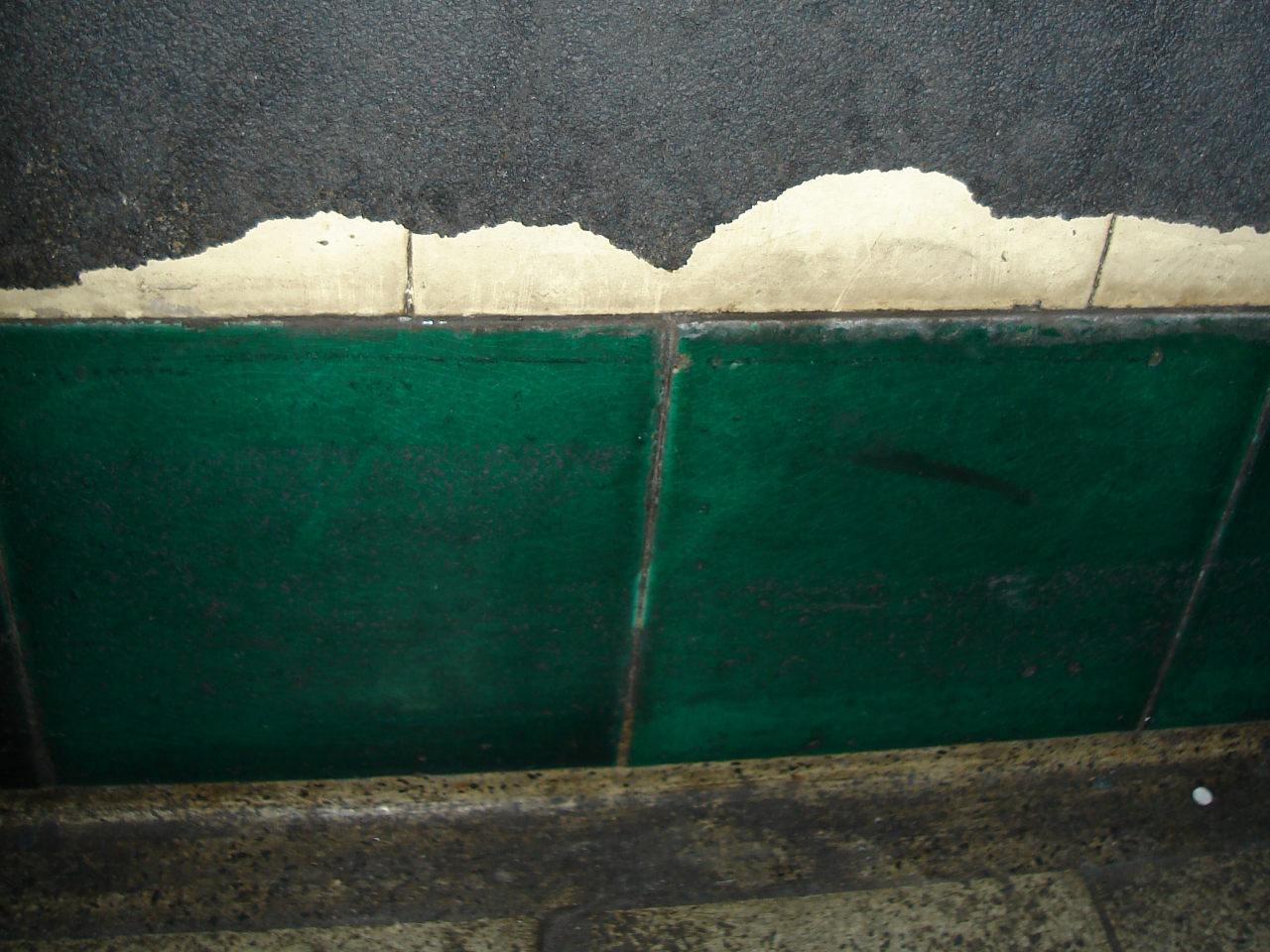
Одна из оригинальных фресок.
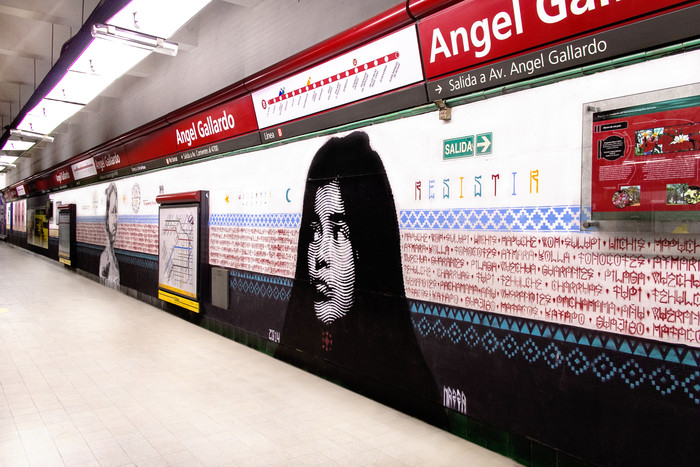
Дизайн станции.
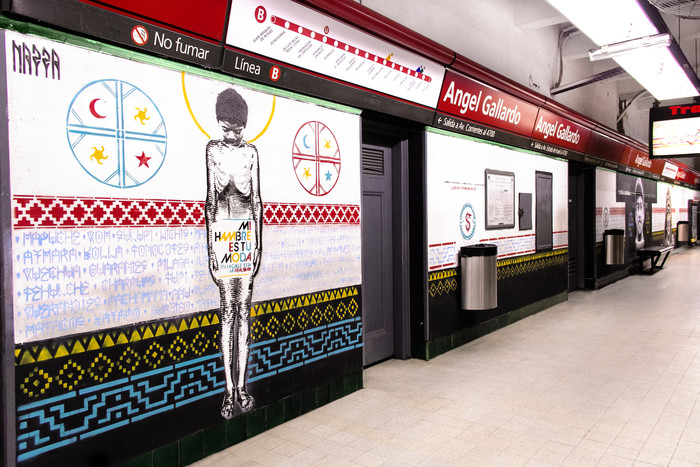
Дизайн станции.